# Stanisław Dragan
Stanisław Dragan (ur. 21 listopada 1941 w Sadkowej Górze, zm. 21 kwietnia 2007 w Kasince Małej) – polski bokser wagi półciężkiej, medalista olimpijski.

## Kariera sportowa
Podczas olimpiady w Meksyku w 1968 wywalczył brązowy medal. Dwukrotnie startował w Mistrzostwach Europy. W Berlinie w 1965 odpadł w ćwierćfinale, a w Rzymie w 1967 w eliminacjach.
Sześciokrotnie zdobywał tytuł mistrza Polski: w 1966, 1967, 1968, 1970, 1971 i 1972, a w 1965 był wicemistrzem. Piętnaście razy wystąpił w reprezentacji Polski, wygrywając 9 walk, 1 remisując i 5 przegrywając.
W początkowym okresie kariery głównym rywalem krajowym Dragana był Zbigniew Pietrzykowski, potem Jan Fabich, a pod koniec Janusz Gortat, a spośród rywali zagranicznych Rumun Ion Monea.
Występował w Warmii Olsztyn, Bieszczadach Rzeszów (jego trenerem był Stanisław Wisz), Hutniku Nowa Huta (w latach 1963-1973) i Turowie Zgorzelec.
Po zakończeniu kariery został trenerem. Był działaczem sportowym, a także przedsiębiorcą. Zmarł w kwietniu 2007 w wyniku obrażeń doznanych w wypadku przy pracach gospodarskich. Pochowany został na cmentarzu Rakowickim w Krakowie (aleja zasłużonych) (kwatera LXIX pas C-2-7).